# Plusidia abrostoloides
Plusidia abrostoloides là một loài bướm đêm trong họ Noctuidae.